# Famille Babou de la Bourdaisière
Pour l'enseigne de magasins, voir l'article Babou.
La famille Babou, puis Babou de La Bourdaisière, est originaire du Berry et de la Touraine. Cette lignée, aujourd'hui éteinte, compte plusieurs grands personnages de la monarchie française.

## Histoire

### Origines
La famille Babou est originaire du Berry. Les premiers documents mentionnent Jean 1er Babou sous le règne de Charles V, demeurant à Dun-le-Roi. Son arrière petit-fils est Laurent II Babou, notaire royal de son état, à Bourges, sous le règne de Louis XI. Son fils, Laurent III, sieur de Givray, acquiert une fortune au cours de sa fonction, ce qui lui permet d'acheter une charge de trésorier de France en 1498, obtient pour son fils Philibert Babou (1484-1557), la survivance de son office et accède ainsi à la noblesse.

### Accession à la noblesse
Philibert Babou, seigneur de Givray et de La Bourdaisière, devient maire de Tours en 1520, surintendant des finances en 1524 et  maître d'Hôtel du roi en 1544 sous le règne de François Ier. Philibert Babou prend possession pour le roi, du château de Chenonceau en 1535. Son fils, Jean II Babou (1511-1569), seigneur de La Bourdaisière, cumule titres et fonctions. Il est grand bailli de Touraine en 1532, maître de la garde-robe en 1557, ambassadeur à Rome en 1559, capitaine d'Amboise en 1562, chevalier de l'ordre de Saint-Michel en 1566, gouverneur de Brest en 1567 puis de la maison du duc d'Alençon, grand-maître de l'artillerie en 1567 et enfin, conseiller d'État en 1568. Sa fille est Françoise Babou de La Bourdaisière et sa petite-fille, Gabrielle d'Estrées, ancêtre de Louis XV.

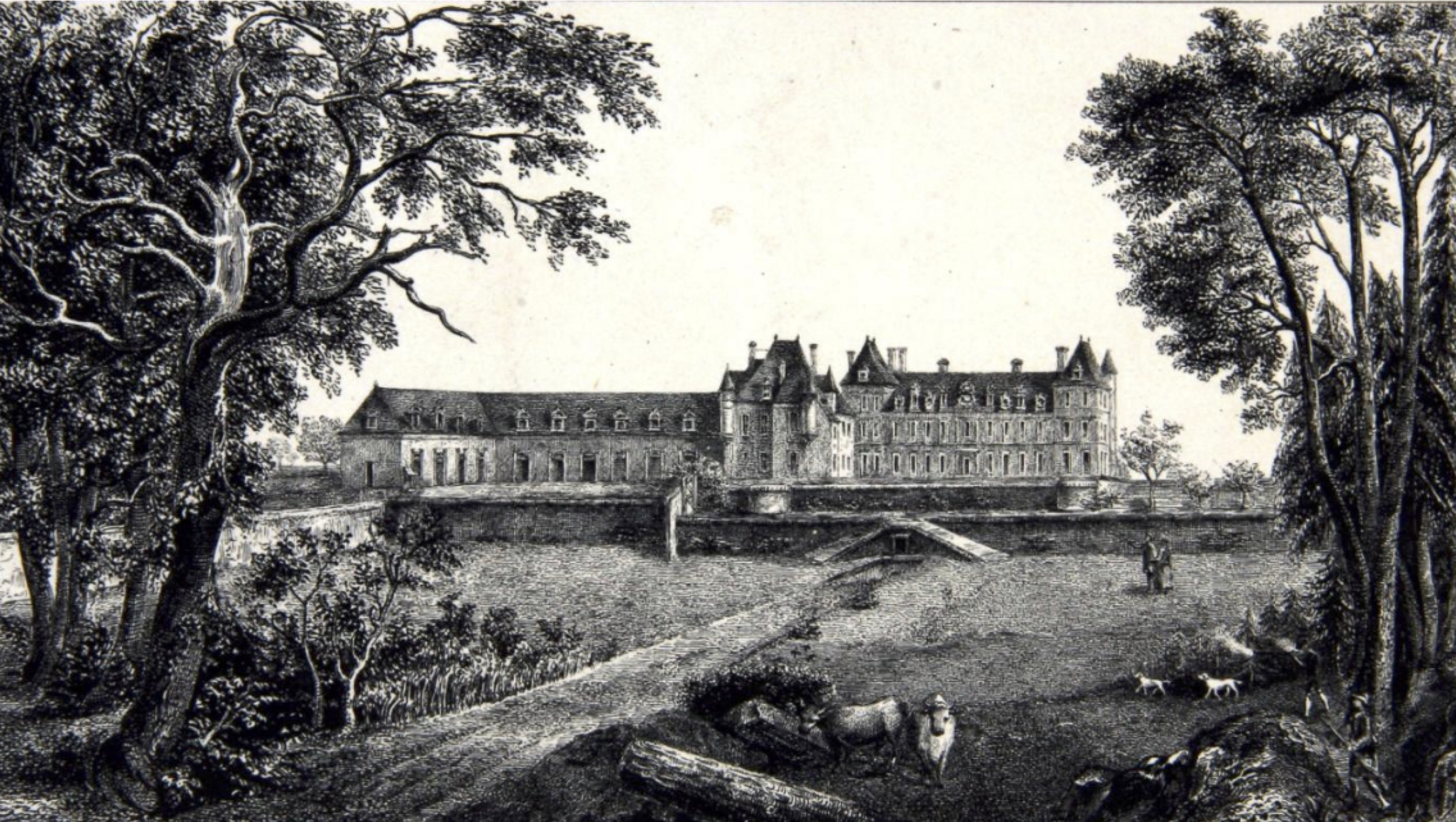
Le château de La Bourdaisière vers 1770, avant les destructions du duc de Choiseul.

### Louis XV et les Babou
Le roi Louis XV, au cours d'une conversation avec ses gentilshommes, est exaspéré par les dissensions de la noblesse à propos de leurs origines. Le souverain met un terme aux querelles et à la vanité des courtisans par un discours, rapporté par les historiens,,, : 

« Sous le règne de Louis XI, vers 1470, il y avait à Bourges un honnête notaire qui s'appelait Babou. On trouva même quelque part que le père de ce notaire avait été barbier, mais cela n'est pas si constant que l'état de notaire exercé par le fils, dont il existe dans les archives du Berry, nombre d'actes signés de sa main. Babou fit fortune et acheta pour son fils, Philibert Babou, une charge de trésorier de France. Philibert devint maître d'hôtel du roi Charles VIII. Il fut père de Babou, sieur de La Bourdaisière, maître général de l'artillerie en 1539. La fille de ce La Bourdaisière fut mère de Gabrielle d'Estrées, laquelle eut pour fils naturel, César de Vendôme, marié en 1609 à l'héritière de Mercœur, et père d'Élisabeth de Vendôme, mariée à Charles-Amédée de Savoie, duc de Nemours, qui fut tué en duel par le duc de Beaufort, son beau-frère. Charles-Amédée fut père de Marie de Nemours, laquelle fut mariée à Charles-Emmanuel de Savoie, dont elle eut Victor-Amédée, duc de Savoie, roi de Sardaigne et père de Marie-Adélaïde de Savoie, mariée à Louis de France, duc de Bourgogne, dont j'ai, moi qui vous parle, l'honneur d'être le fils. Ainsi vous voyez, Messieurs, que mon dixième aïeul était, comme je vous le disais, un très digne notaire de Bourges, dont le père aurait même été barbier. Je ne le renie point, je n'en ressens aucune honte, et je vous invite tous, tant que vous êtes, à ne pas être plus difficiles que moi en arbres généalogiques. »

### Prétention
Le Figaro, journal conservateur et monarchiste après la chute du Second Empire, publie dans son édition du 6 août 1871, l'annonce du décès de François Babou de La Bourdaisière, dernier représentant du nom. En effet, ce François Babou de La Bourdaisière meurt à l'hôpital général de Bourges, rue Taillegrain, le 15 juillet 1871. Il était bijoutier et veuf d'Anne Charlier. Né le 7 thermidor an VIII (26 juillet 1800) aux Aix-d'Angillon, il était le fils de Pierre Babou, profession de cordier, et Françoise Chamignon. En réalité ce François Babou comme le démontre sa généalogie est le petit-fils de Louis Babou, menuisier, et de Jeanne Ferrand. Il n'avait donc aucun lien direct de parenté avec les Babou de La Bourdaisière, sinon de chimériques prétentions.

## Filiation

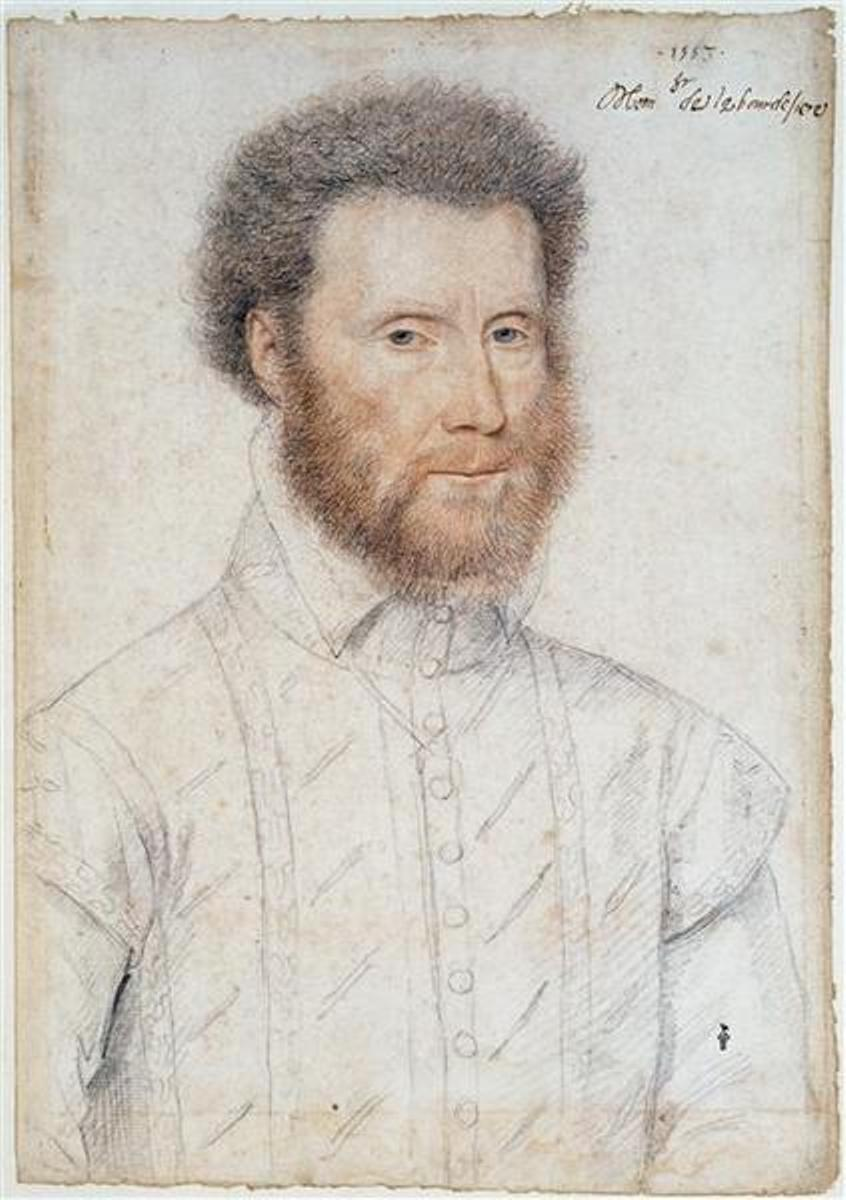
Jean II Babou de La Bourdaisière (1511-1569) comte de Sagonne par François Clouet en 1553. Musée Condé au château de Chantilly.

Ci-dessous, une filiation simplifiée de la famille Babou de la Bourdaisière.
Source : ce chapitre est une traduction de l'article en allemand, Babou de La Bourdaisière (Adelsgeschlecht) (de) et des notes complémentaires.
Abréviations :
° naissance
x mariage
† décès

### La famille Babou duXIVeauXVIesiècle
- Jean Babou : † avant 1370
  - Laurent Babou : † avant 1404
    - Jean Babou : † après 1433, notaire royal à Bourges.
      - Laurent (alias Gabriel ?) Babou : † après 1486, notaire à la cour de Bourges ; x avec Michèle du Teil, † après 1486.
        - Laurent Babou : † avant 1504, seigneur de Givray, notaire royal à Bourges (1486), valet de chambre du roi, officier des finances (1498), trésorier ordinaire des finances du roi Louis XII ; x (contrat de mariage 1483)  avec Françoise Rat, † vers 1543, fille de Renaud (alias Guillaume) Rat et Jacquette Bourdin. Elle épouse en secondes noces Jean Salat en 1504, lieutenant-général de Bourges, puis maître des requêtes.
          - Philibert Babou : ° vers 1484, † 1557, seigneur de Givray, de La Bourdaisiére (1510) , etc., notaire royal à Bourges (1504), maire de Tours (1521), surintendant des finances (1524), maître d'hôtel du roi (1544) ; x 1510 avec Marie Gaudin, ° vers 1495, † 1580, dame de La Bourdaisière et de Thuisseau, maîtresse du roi François 1er, fille de Victor Gaudin, seigneur de Thuisseau et de La Bourdaisière, et d'Agnès Morin (descendants voir ci-dessous).

### Les descendants de Philibert Babou
- Philibert Babou : ° vers 1484, † 1557, seigneur de Givray et de La Bourdaisiére , etc. ; x 1510 avec Marie Gaudin, ° vers 1495, † 1580, dame de La Bourdaisière et de Thuisseau, fille de Victor Gaudin, seigneur de Thuisseau et de La Bourdaisière, et d'Agnès Morin (biographie et ascendants voir ci-dessus).
  - Jean Babou de La Bourdaisière : ° 1511, † 1569, seigneur de La Bourdaisière et de Thuisseau, baron de Sagonne, grand bailli de Touraine (1532), maître de la garde-robe (1557), ambassadeur à Rome (1559), capitaine du château d'Amboise (1562), gouverneur de Brest (1567), grand maître de l'artillerie de France, conseiller d'État ; x (contrat de mariage 1539) avec Françoise Robertet ° 1519, † 1580, dame d'Alluyes et de Sagonne, dame d'honneur de la reine Catherine de Médicis, de la reine Marie Stuart, puis de la reine Louise de Lorraine-Vaudémont, fille de Florimond 1er Robertet, baron d'Alluyes et de Brou, secrétaire d'État, et de Michelle Gaillard (Gaillard de Longjumeau). Elle épouse en secondes noces Jean VI d'Aumont, comte de Châteauroux, maréchal de France.
    - Georges Babou (I) de La Bourdaisière : ° 1540, † 1607, comte de Sagonne, seigneur de La Bourdaisière , etc., conseiller d'État (1594), capitaine des cent-gentilshommes du roi (1603) ; x 1582 avec Marie-Madeleine du Bellay, princesse d'Yvetot, fille de René II du Bellay, baron de Thouarcé, et de Marie du Bellay-Langey, princesse d'Yvetot.
      - Georges Babou (II) de La Bourdaisière : ° vers 1583, † 1615[note 2] comte de Sagonne, seigneur de La Bourdaisière — avec lui s'éteint la famille Babou de La Bourdaisière en lignée masculine — ; x vers 1613 avec Jeanne Hennequin, ° vers 1595, † après 1629, fille de Nicolas Hennequin, président du grand conseil, et de Renée Hennequin. Elle épouse en secondes noces Gilbert Filhet, seigneur de La Curée puis en troisièmes noces, Gabriel d'Aremberg, seigneur des Ouches[14], colonel des Suisses de Gaston, duc d'Orléans.
        - Marie Babou de La Bourdaisière : ° vers 1614, † jeune
        - Louis Babou de La Bourdaisière : ° vers 1615, † jeune

      - Marie Babou de La Bourdaisière : ° vers 1584, † après 1617, comtesse de Sagonne, dame de La Bourdaisière, fille d'honneur de la reine Louise de Lorraine et de la reine Marie de Médicis ; x (contrat de mariage 1602) avec Charles Saladin de Savigny, dit d'Anglure, vicomte d'Étoges, grand-sénéchal de Lorraine, ° 1573, † avant 1617.
      - Marguerite Babou de La Bourdaisière : ° 1587, † ?
      - Anne Babou de La Bourdaisière : ° vers 1588, † 1647, abbesse de Notre-Dame de Beaumont-lès-Tours (1613-1647).

    - Jean Babou de La Bourdaisière : ° 1541, † septembre 1589 à la bataille d'Arques, comte de Sagonne, capitaine et gouverneur de Brest ; x 1579 avec Diane de La Marck, ° 1544, † après 1622, dame d'honneur de la reine Catherine de Médicis (1583), fille de Robert IV de La Marck, duc de Bouillon, maréchal de France, et de Françoise de Brézé, comtesse de Maulévrier (fille de Louis de Brézé et de Diane de Poitiers), veuve en premières noces de Jacques de Clèves, duc de Nevers, pair de France († 1564), et veuve en secondes noces d'Henri Antoine de Clermont, duc de Clermont, puis duc de Tonnerre († 1573).
      - Jeanne Babou de La Bourdaisière : ° vers 1580, † 1610
      - Alphonsine Babou de La Bourdaisière : ° vers 1582, † 1617, fille d'honneur de la reine Marie de Médicis (1604).
      - Philibert Babou de La Bourdaisière : ° ?, † ?
      - Fabrice Babou de La Bourdaisière : ° ?, † ?

    - Françoise Babou de la Bourdaisière : ° vers 1542, † 1592 ; x 1559 avec Antoine IV d'Estrées, marquis de Cœuvres, ° vers 1529, † 1609, grand maître de l'artillerie de France.
      - Gabrielle d'Estrées : ° 1573, † 1599, maîtresse du roi Henri IV.

    - Marie Babou de La Bourdaisière : ° vers 1544, † 1582 ; x 1560  avec Claude II de Beauvilliers, comte de Saint-Aignan, ° 1542, † 1583, gouverneur et lieutenant-général du Berry, d'Anjou et de Bourges.
    - Philibert Babou de La Bourdaisière : ° vers 1545, † après 1570, abbé du Jard.
    - Fabrice Babou de La Bourdaisière : dit chevalier de La Bourdaisière, ° vers 1547, † après 1570
    - Madeleine Babou de La Bourdaisière : ° vers 1548, † 1577, abbesse de Notre-Dame de Beaumont-lès-Tours (1574).
    - Isabeau Babou de La Bourdaisière : ° vers 1551, † 1625, dame d'Alluyes, maîtresse de Philippe Hurault de Cheverny, chancelier de France ; x 1572 avec François d'Escoubleau, † 1602, marquis d'Alluyes et de Sourdis, gouverneur de Chartres.
      - François d'Escoubleau de Sourdis : ° 1574, † 1628, archevêque de Bordeaux (1599) et cardinal (1600).
      - Henri d'Escoubleau de Sourdis : ° 1593, † 1645 (son père est probablement Philippe Hurault de Cheverny), amiral et archevêque de Bordeaux (1629).

    - Anna Babou de La Bourdaisière : ° 1552, † 1613, abbesse de Notre-Dame de Beaumont-lès-Tours (1582).
    - Michelle Babou de La Bourdaisière : ° 1553, † 1584, abbesse du Perray.
    - Antoinette Babou de La Bourdaisière : ° vers 1560 ; x vers 1580 avec Jean de Plantadis, maître des requêtes et chef du conseil de la reine Louise de Lorraine-Vaudémont.
    - Madeleine Babou de La Bourdaisière : ° vers 1561, † après 1605 ; x 1580 en premières noces avec Honorat Ysoré, baron d'Airvault, ° 1561, † 1586, lieutenant-général et gouverneur de Blaye et en Aunis ; x vers 1605 en secondes noces avec Moïse de Billon, seigneur de La Touche d'Aizé à Courléon.
    - Diane Babou de La Bourdaisière : ° 1563, † vers 1633 ; x en premières noces avec Charles Turpin de Crissé, seigneur de Monthoiron ; x en secondes noces avec Pierre de Bompart, Seigneur d'Antibes, sans postérité.

  - Jacques Babou de La Bourdaisière : ° 1512, † 1532, évêque d'Angoulême.
  - Philibert Babou de La Bourdaisière : dit cardinal de La Bourdaisière, ° vers 1513, † 1570 ; x liaison avec une inconnue. Évêque d'Angoulême (1533), abbé du Jard (1560), cardinal (1561), évêque d'Auxerre (1563), camerlingue du Sacré Collège (1570).
    - Alphonse Babou de La Bourdaisière : ° ?, † ?, enfant illégitime, mère inconnue et héritier universel de son père[note 3] ; x avec une personne inconnue.
      - Fabrice Babou de La Bourdaisière :  ° ?, † 1646, camérier du pape Urbain VIII, évêque de Cavaillon (1624).

  - Léonor Babou de La Bourdaisière : ° ?, † après 1558 ; panetier du roi (1557) et qui est au siège de Thionville en 1558.
  - Claude Babou de La Bourdaisière : ° ?, † 1590 ; x 1534 avec Nicolas II Popillon, baron de Châtel-Montagne, ° ?, † avant 1576, lieutenant du gouvernement du Bourbonnais.
  - François Babou de La Bourdaisière : ° ?, † ?
  - Marie Babou de La Bourdaisière : ° 1524, † ? ; x (contrat de mariage 1542) avec Bonaventure Gillier, ° ?, † 1584, baron de Marmande, seigneur de Puygarreau, de Faye-la-Vineuse et de Ports, arrière-petit-fils de Jean V de Bueil, amiral de France.
  - Antoinette Babou de La Bourdaisière : ° ?, † ?; x 1542 avec René des Ligneris, ° ?, † 1563, seigneur d'Azay et d'Augé.
  - Anne Babou de La Bourdaisière : ° ?, † ?; abbesse de Notre-Dame de Beaumont-lès-Tours.

## Personnalités
- Philibert Babou
- Jean Babou
- Jacques Babou de La Bourdaisière
- Philibert Babou de La Bourdaisière
- Françoise Babou de La Bourdaisière
- Fabrice Babou de La Bourdaisière
- Gabrielle d'Estrées

## Blason
Le blason de cette dynastie évolue au cours des décennies.
De nos jours, la commune de Montlouis-sur-Loire dans le département de l'Indre-et-Loire, reprend le blason de la famille Babou de La Bourdaisière.
|  |